# Puqueldón
Puqueldón ist eine Stadt auf der Insel Lemuy in Chile, die zusammen mit acht Dörfern die Gemeinde (Comuna) Puqueldón bildet. In der Gemeinde, die 2002 von der Bill & Melinda Gates Foundation unterstützt wurde, befinden sich drei Bauwerke, die von der UNESCO zum Weltkulturerbe erklärt wurden.

## Geschichte
Das Dorf Puqueldón mit seiner ursprünglich indigenen Bevölkerung wurde 1776 als "Pucolón" erstmals urkundlich erwähnt und am Ende des 18. Jahrhunderts zur Stadt (Villa) erhoben. Eine erste Kapelle in Puqueldón wurde 1785 erwähnt, und bei einer Volkszählung im Jahre 1787 zählte man in Puqueldón, das zur Kolonialzeit Chiles Militärstützpunkt und Garnisonsstadt war, und den benachbarten Orten Aldachildo und Ichuac zusammen bereits 1.395 Einwohner. 1826 wurde Puqueldón ein Verwaltungssitz (Departamento), und 1924 verfügte die Stadt über öffentliche Schulen, ein Postamt, Standesamt und einen zentralen Stadtplatz (Plaza). Die Kirche wurde 1940 erbaut. In den 1960er Jahren hatte Puqueldón als eine der ersten Städte Chiles einen Bürgermeister, der der sozialistischen Partei angehörte, was der Stadt den Beinamen "Klein Kuba" (Cuba Chica) einbrachte.

## Bevölkerung
Bei der Volkszählung von 2002 ergab sich für die Gemeinde Puqueldón eine Einwohnerzahl von 4.160 (2.006 männlichen und 2.154 weiblichen Geschlechts), von denen die meisten im Bereich der früheren Stadt Puqueldón wohnten. Zwischen 1992 und 2002 sank die Einwohnerzahl um 2,1 %.

## Infrastruktur
Puqueldón liegt an der Nordküste der Insel Lemuy und verfügt über einen kleinen Fischereihafen. Als Mittelpunkt einer in Chile Comuna genannten Gemeinde ist Puqueldón Sitz verschiedener Behörden. Der Ort verfügt ebenfalls über eine Bibliothek, verschiedene Schulen und einen Sportplatz. In der Hauptstraße Calle J.M. Carrera findet man Einkaufsmöglichkeiten, Restaurants und Unterkünfte für Touristen. Mittelpunkt der Stadt ist – wie in den anderen Städten Chiles – ein quadratischer, Plaza de Armas genannter Platz, um den sich die 1940 erbaute Kirche (Puqueldón gehört zum Bistum San Carlos de Ancud), das Rathaus (Municipalidad), das Postamt und die wichtigste Schule, Colegio genannt, gruppieren.

## Sehenswürdigkeiten
Im Nordosten der Stadt bietet sich von dem Aussichtspunkt Mirador de la Virgen eine schöne Aussicht über Puqueldón und seine Umgebung. Die an der zentralen Plaza der Armas gelegene Kirche San Onolasco mit einem Satteldach und zwei weithin sichtbaren Türmen wurde 1940 in Gemeinschaftsarbeit von den Einwohnern der Stadt aus verschiedenen Hölzern – hauptsächlich Lärche und Zypresse – selbst gebaut. Eine solche Gemeinschaftsarbeit ist auf den Inseln Chiloé und Lemuy beim Hausbau allgemein üblich und wird "minga" genannt. Jedes Jahr findet am 29. Juni im Rahmen des Pfarrfestes von hier aus eine Prozession zu den anderen acht Kirchen bzw. Kapellen der Insel statt. Von ihnen wurden drei im November 2000 von der UNESCO zum Weltkulturerbe ernannt:
- Virgen de la Candelaria im 5 km entfernten Ichuac
- Virgen de Lourdes im 21 km entfernten Detif
- San Jesús Nazareno im 10 km entfernten Aldachildo.

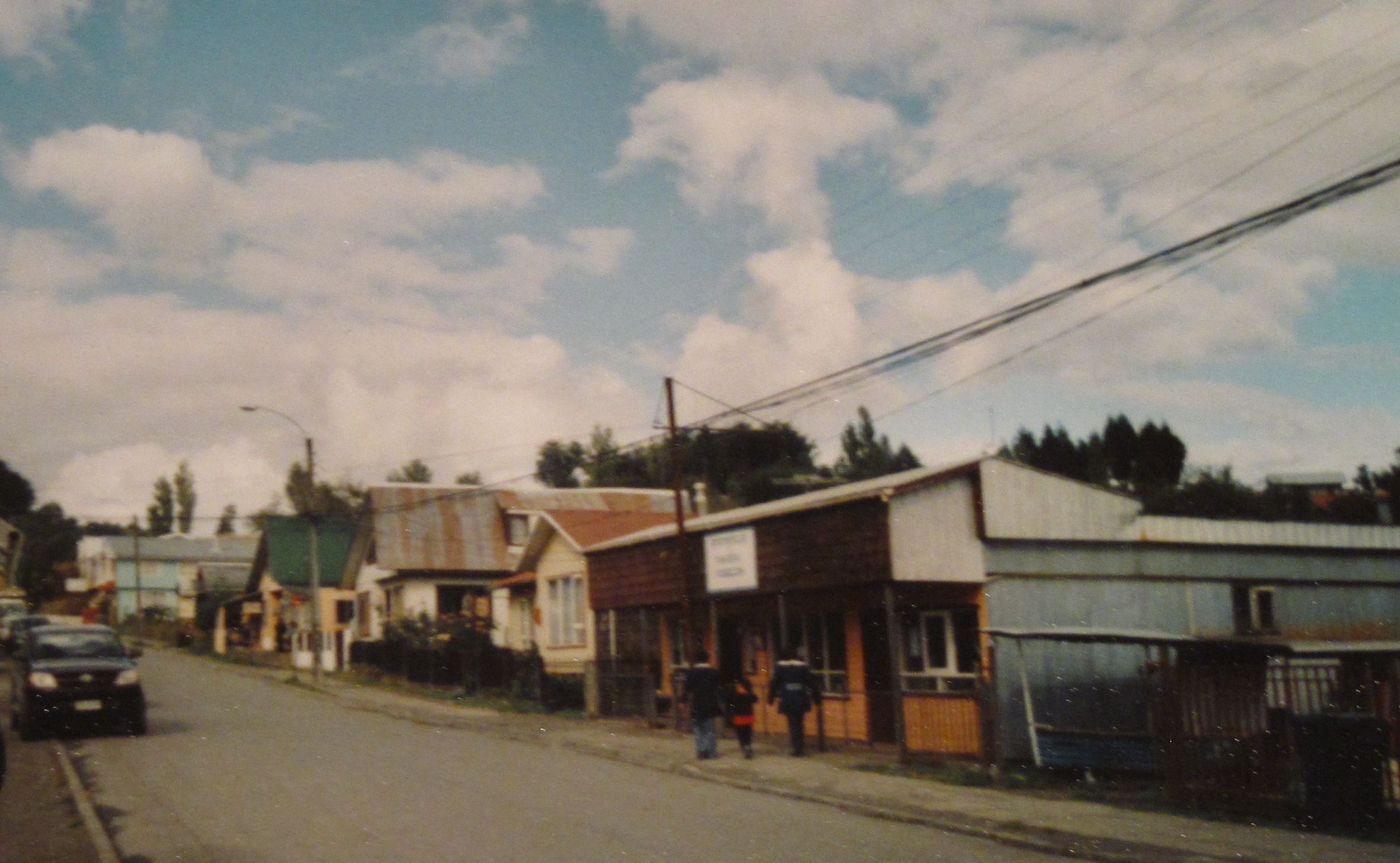
Calle J.M. Carrera
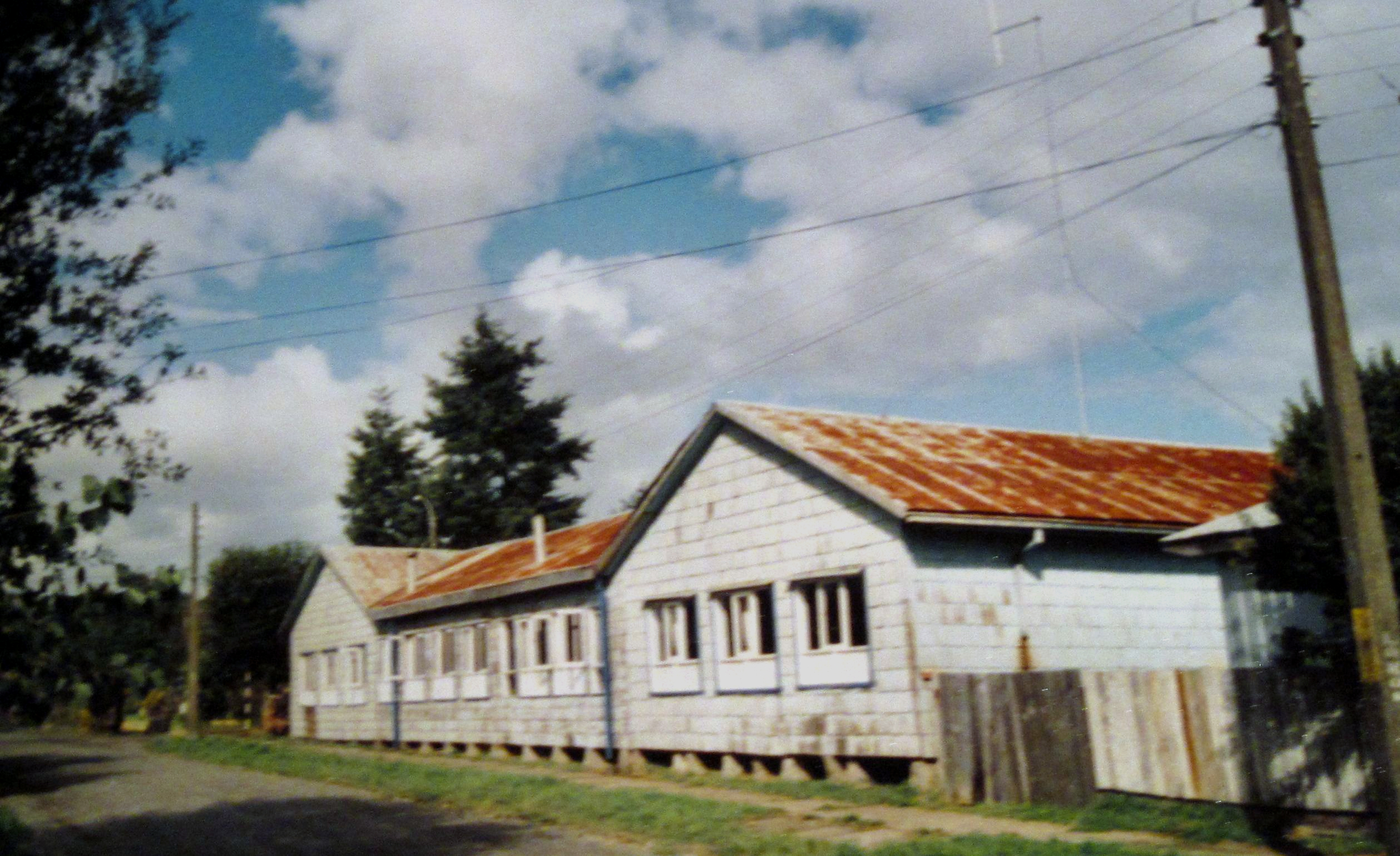
Schule Colegio
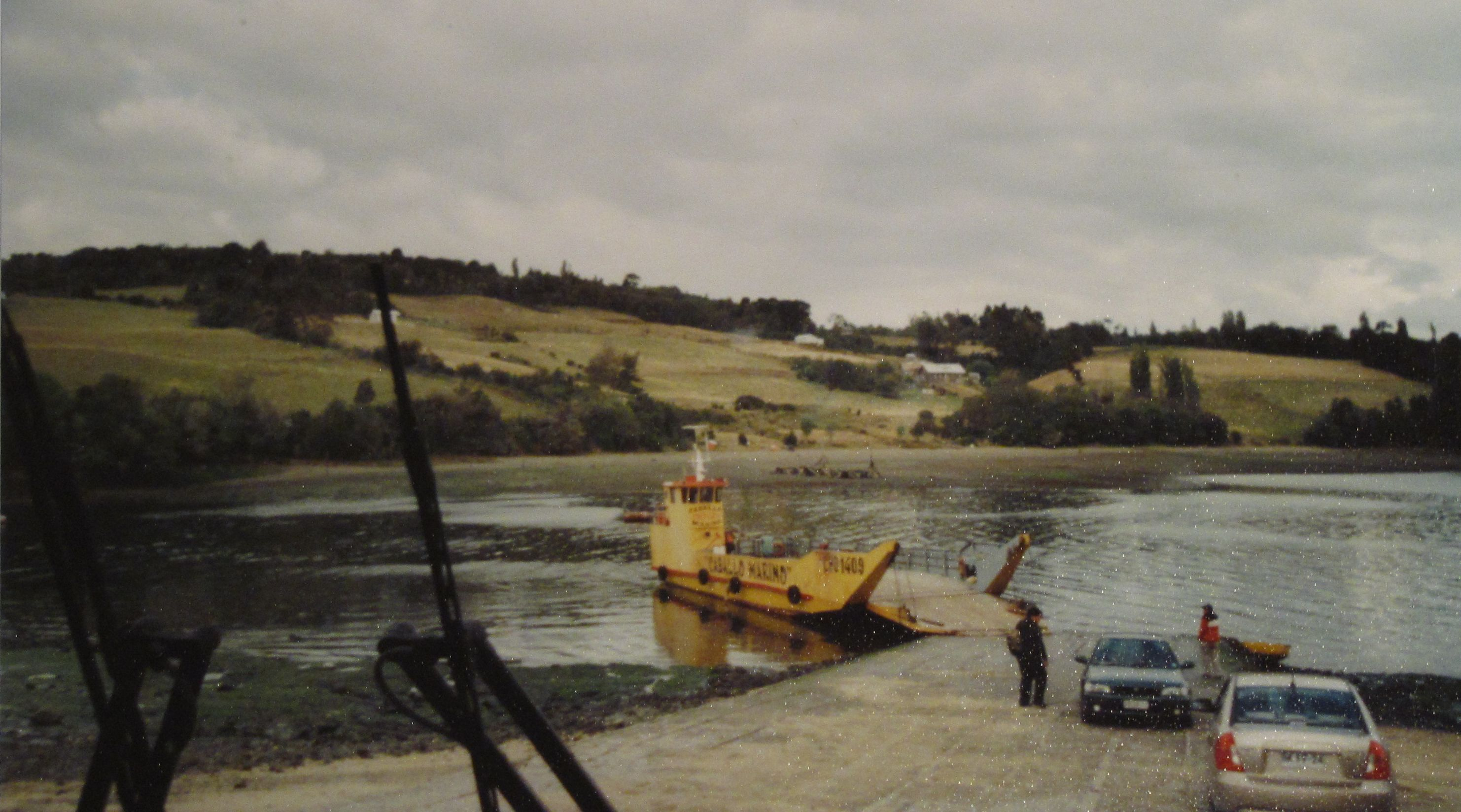
Fähre zur Nachbarinsel Chiloé
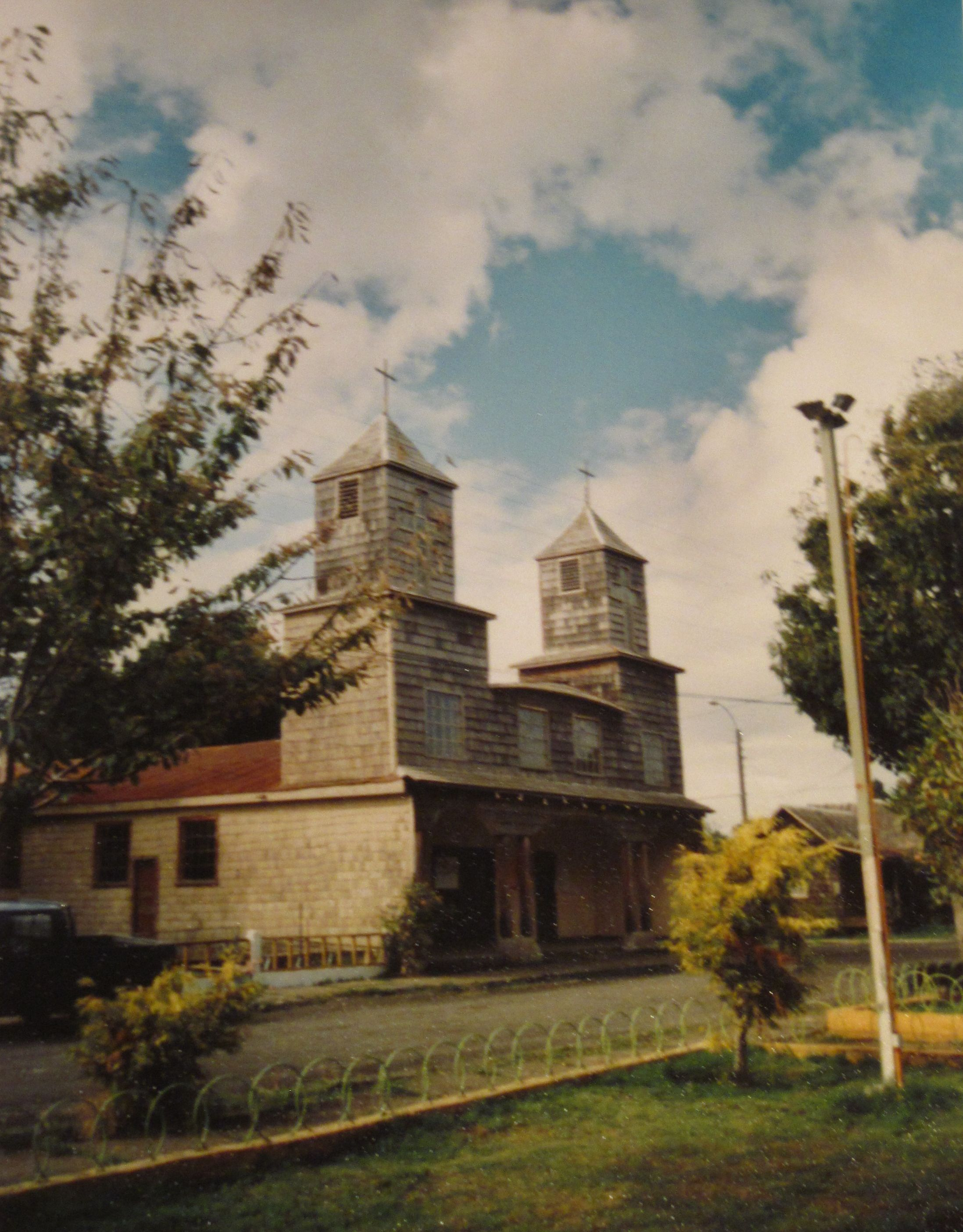
Kirche an der Plaza de Armas

## Verkehrsverbindungen
Von dem Hafenort Chulchuy, 6 km westlich von Puqueldón, verkehrt stündlich bis halbstündlich eine Autofähre nach Puerto Huichas in der Gemeinde Chonchi auf der größeren Insel Chiloé. Mit den anderen Orten auf Lemuy ist Puqueldón über bei jedem Wetter befahrbare Asphalt- bzw. Schotterstraßen verbunden, auf denen regelmäßig Busse verkehren. Einige Busse fahren sogar direkt bis in die Provinzhauptstadt Castro auf Chiloé. Der nächstgelegene Flughafen befindet sich in Puerto Montt auf dem chilenischen Festland.